# Michela Moioli
Michela Moioli (Alzano Lombardo, 17 luglio 1995) è una snowboarder italiana, campionessa olimpica di snowboard cross ai Giochi olimpici di Pyeongchang 2018.

## Biografia
Dopo avere partecipato all'EYOF di Liberec 2011 (6ª nello snowboard cross e 17ª nello slalom gigante parallelo) e ai Mondiali juniores svolti a Chiesa in Valmalenco lo stesso anno (5ª nello snowboard cross), nel dicembre 2012 Michela Moioli ha disputato anche la sua prima Coppa del Mondo all'età di 17 anni.
Due volte medaglia di bronzo ai Mondiali juniores, partecipa alle Olimpiadi di Soči 2014 raggiungendo la finale, ma durante la gara subisce una caduta che le provoca la rottura del legamento crociato.
Vincendo la medaglia di bronzo nello snowboard cross ai Mondiali di Kreischberg 2015 diventa la prima italiana a vincere una medaglia in questa disciplina ai campionati mondiali. L'anno seguente vince anche la Coppa del Mondo di specialità e poi ai campionati mondiali di Sierra Nevada 2017 ottiene la sua seconda medaglia di bronzo.

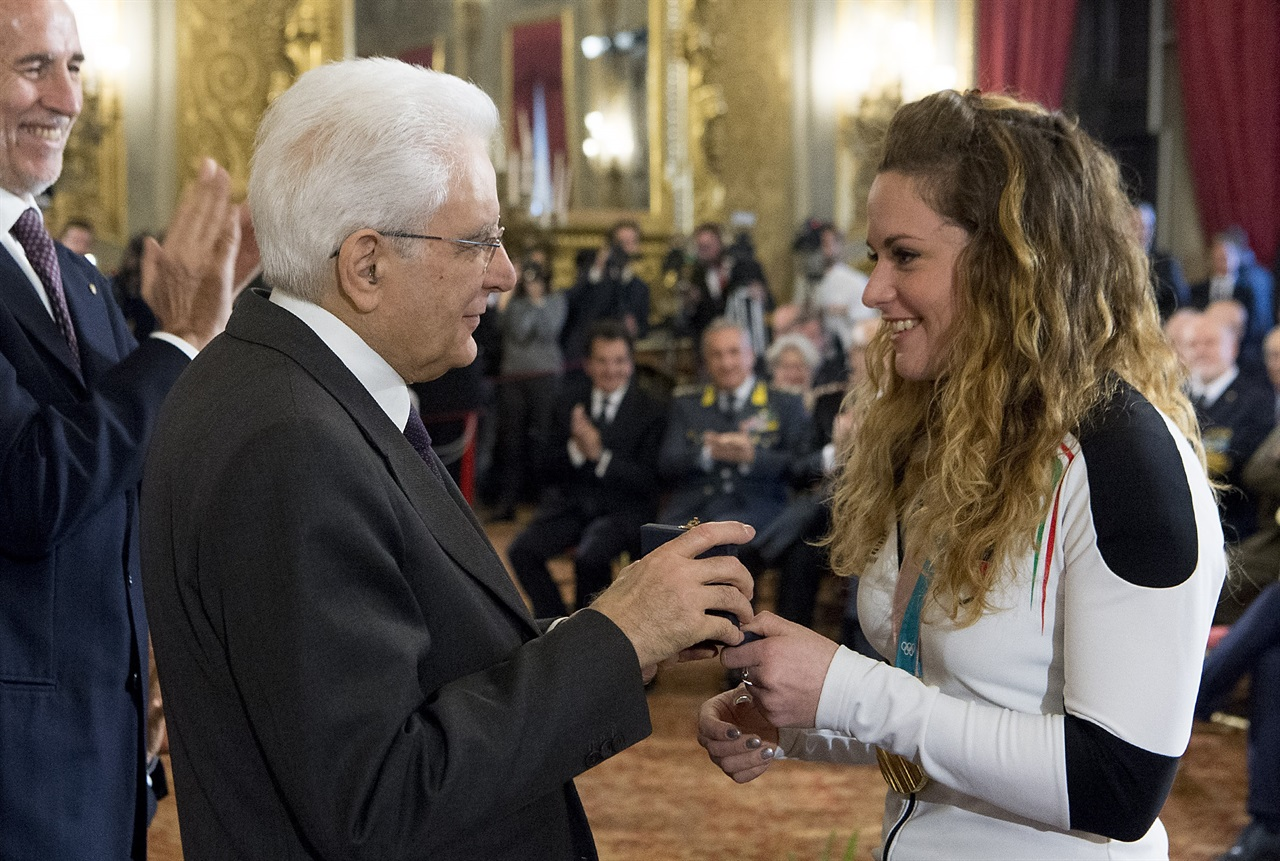
Michela Moioli ricevuta al palazzo del Quirinale dal presidente della Repubblica Italiana Sergio Mattarella nel marzo 2018, a seguito della conquista dell'oro olimpico di snowboard cross.

Alle Olimpiadi di Pyeongchang 2018, prima italiana di sempre, si laurea campionessa olimpica davanti alla francese Julia Pereira de Sousa-Mabileau e alla ceca Eva Samková. L'anno successivo vince la terza medaglia di bronzo ai Mondiali di Park City 2019 e guadagna pure il secondo posto nello snowboard cross a squadre insieme a Omar Visintin.

## Palmarès

### Giochi olimpici
- 1 medaglia:
  - 1 oro (snowboard cross a Pyeongchang 2018).

### Mondiali
- 6 medaglie:
  - 3 argenti (snowboard cross a squadre a Park City 2019; snowboard cross e snowboard cross a squadre a Idre Fjäll 2021);
  - 3 bronzi (snowboard cross a Kreischberg 2015; snowboard cross a Sierra Nevada 2017; snowboard cross a Park City 2019).

### Mondiali juniores
- 2 medaglie:
  - 2 bronzi (snowboard cross a Sierra Nevada 2012; snowboard cross a Erzurum 2013).

### Coppa del Mondo
- Vincitrice della Coppa del Mondo di snowboard cross nel 2016, 2018 e nel 2020
- 43 podi (36 individuali, 7 a squadre):
  - 20 vittorie (17 individuali, 3 a squadre)
  - 12 secondi posti (10 individuali, 2 a squadre)
  - 11 terzi posti (9 individuali, 2 a squadre)

#### Coppa del Mondo - vittorie
| Data             | Luogo             | Paese    | Disciplina                           |
| ---------------- | ----------------- | -------- | ------------------------------------ |
| 17 febbraio 2013 | Soči              | Russia   | SBX                                  |
| 8 dicembre 2013  | Montafon          | Austria  | SBX Team Event con Raffaella Brutto  |
| 14 marzo 2015    | Veysonnaz         | Svizzera | SBX                                  |
| 6 marzo 2016     | Veysonnaz         | Svizzera | SBX                                  |
| 11 febbraio 2017 | Feldberg          | Germania | SBX                                  |
| 5 marzo 2017     | La Molina         | Spagna   | SBX                                  |
| 26 marzo 2017    | Veysonnaz         | Svizzera | SBX Team Event con Raffaella Brutto  |
| 16 dicembre 2017 | Montafon          | Austria  | SBX                                  |
| 22 dicembre 2017 | Cervinia          | Italia   | SBX                                  |
| 3 febbraio 2018  | Feldberg          | Germania | SBX                                  |
| 4 febbraio 2018  | Feldberg          | Germania | SBX                                  |
| 17 marzo 2018    | Veysonnaz         | Svizzera | SBX                                  |
| 21 dicembre 2019 | Cervinia          | Italia   | SBX                                  |
| 25 gennaio 2020  | Big White         | Canada   | SBX                                  |
| 13 marzo 2020    | Veysonnaz         | Svizzera | SBX                                  |
| 23 gennaio 2021  | Chiesa Valmalenco | Italia   | SBX                                  |
| 18 febbraio 2021 | Reiteralm         | Austria  | SBX                                  |
| 11 dicembre 2021 | Montafon          | Austria  | SBX Team Event con Lorenzo Sommariva |
| 18 dicembre 2021 | Cervinia          | Italia   | SBX                                  |
| 29 gennaio 2022  | Cortina d'Ampezzo | Italia   | SBX                                  |

Legenda:

SBX = Snowboard cross

### Coppa Europa
- Miglior piazzamento in classifica di snowboard cross: 2ª nel 2012.
- 8 podi (tutti individuali):
  - 3 vittorie;
  - 1 secondo posto;
  - 4 terzi posti.

#### Coppa Europa - vittorie
| Data             | Luogo             | Paese    | Disciplina |
| ---------------- | ----------------- | -------- | ---------- |
| 30 gennaio 2012  | Breuil-Cervinia   | Italia   | SBX        |
| 12 marzo 2012    | Grasgehren        | Germania | SBX        |
| 28 dicembre 2012 | Cortina d'Ampezzo | Italia   | SBX        |

### Campionati italiani
- 4 medaglie:
  - 4 ori.